# Batuque, the Soul of a People
Batuque, the Soul of a People (en català, Batuque, l'anima d'un poble) és una pel·lícula documental del 2006 escrita i dirigida per Júlio Silvão Tavares sobre el grup de música batuque Raiz di Tambarina, que situa les arrels d'aquest gènere musical a l'Illa de Santiago de Cap Verd.

## Argument
Els esclaus africans eren traslladats a Cap Verd pels portuguesos esclavistes el 1462. Aquests esclaus van portar a Cap Verd el ritme cultural i la música que evolucionaria en la batuque, una forma musical on els tambors tenen un paper important i es balla en cercle. El ball, que va patir una dura repressió durant l'era Colonial, ha estat adoptat com a símbol de la identitat cultural del Cap Verd. La pel·lícula vol documentar la forma de ball a través d'entrevistes i l'actuació pel grup musical Raiz di Tambarina.

## Producció
És el debut del director. Amb aquesta pel·lícula va participar en un curs amb la xarxa Africadoc abans de començar producció. La va ser gravada inicialment produïda des del Senegal, filmada a Cap Verd i editada a França.

## Llançament
La pel·lícula va ser projectada a Lisboa el novembre de 2010, amb el director, abans de viatjar als festivals de Brasil i els Estats Units. Anteriorment va ser projectada als Països Baixos, al Copenhaguen Festival Documental Internacional de Dinamarca, el
24è Festival de cinema Documental Internacional d'Amsterdam, l'Àfrica in Motion Film Festival d'Edimburg a Escòcia, i l'AfryKamera Film Festival de Polònia.